# Gustaf Komppa

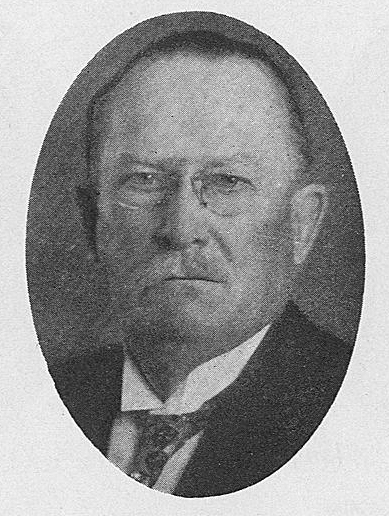
Gustav Komppa (um 1930)

Gustaf Komppa, auch Gustav, (* 28. Juli 1867 in Wyborg; † 20. Januar 1949 in Karlajoha bei Turku) war ein finnischer Chemiker.

## Leben
Komppa war der Sohn eines Droschkenkutschers und studierte ab 1887 Chemie am Polytechnikum in Helsinki mit dem Diplom im Jahre 1890. Während er als Chemiker in der Lebensmittelkontrolle arbeitete, erhielt er 1891 seinen Magisterabschluss von der Universität Helsinki. 1892 war er bei Arthur Hantzsch an der ETH Zürich (damals Polytechnikum) und war danach Assistent (mit Lehrauftrag) an der Universität Helsinki, an der er 1893 promoviert  wurde. 1894 wurde er Dozent, 1903 Leiter des Chemielabors und 1907 Professor am Polytechnikum in Helsinki. 1937 wurde er emeritiert, blieb aber weiter wissenschaftlich aktiv.
Er war Mitgründer der Finnischen Akademie der Wissenschaften, deren Ehrenmitglied er seit 1944 war, der Finnischen Chemischen Gesellschaft (1919) und der Universität Turku (1935). 1917 war er Mitgründer der Pharmafirma Orion. In Finnland gab er seit 1908 die Sitzungsberichte der finnischen Akademie heraus und er war der Mitherausgeber der finnischen Technischen Zeitschrift (in Finnisch, vorher Finnische Industrieblätter).
Komppa ist für seine Arbeiten über Campher bekannt. Er synthetisierte die Apocamphersäure und 1903 die Camphersäure und 1905 gelang ihm die Totalsynthese des Camphers.  Es folgten Totalsynthesen von Camphenilon, Santen, Santenon, Santenol, Beta-Fenchocamphoron, Verbanon, Pinonsäure, alpha- und delta-Pinen u. a. Er verfasste ein finnisches Lehrbuch der anorganischen Chemie (als Bearbeitung des Lehrbuchs von Ira Remsen).
Im Jahr 1931 wurde er zum Mitglied der Deutschen Akademie der Naturforscher Leopoldina gewählt. 1940 erhielt er die August-Wilhelm-von-Hofmann-Denkmünze.
Nach ihm ist der Asteroid (1406) Komppa benannt. Ein Preis für die beste Dissertation in Chemie in Finnland ist nach ihm benannt.